# ウーシア
ウーシアまたはウーシアー（希: οὐσίᾱ, 英: ousia）は、ギリシア哲学の用語で、「実体」（英: substance, 羅: substantia）または「本質」（英: essence, 羅: essentia）と訳される古代ギリシア語の言葉。このような訳し分けは、古代ギリシア語からラテン語への翻訳に由来する。

## アリストテレス以前
古代ギリシア語の「ウーシア」の語源は、英語の「be動詞」（日本語なら「～である」「～がある」）にあたる動詞「エイナイ」（εἶναι）の分詞の女性形「ウーサ」（οὖσα）に由来する。
「ウーシア」は、元々は哲学用語ではなく日常的な言葉で、「財産」「遺産」「富」などを意味する言葉として広く使われていた。哲学用語として使われるようになったのは、アリストテレス以降である。
アリストテレス以前でも、哲学的な意味で使われることはあったが、明確な用語としてではなかった。例えばプラトン対話篇では、「ウーシア」が哲学的な意味で何度か使われているが、あくまで「エイナイ」（「～である」）に連なる言葉として使っていた。イデア論と関連する場合もあれば、関連しない場合もあった。プラトン以外では、ヒポクラテス文書の『術について』（羅: De arte）において、「名称」と対比される「実際のあり方」「実質」のような含意をもつ言葉として使われていた。

## アリストテレスによる定義
アリストテレスは「ウーシア」を多様な定義・用法のもとに使っていた。「ウーシア」がラテン語で「スブスタンティア」（substantia）、「エッセンティア」（essentia）という二語に分けて訳されるようになったのも、そのようなアリストテレスの用法に由来する。

### 『範疇論』
アリストテレスは、『オルガノン』の第一書である『範疇論』にて、実体概念を、
- 第一実体 : 個物 --- 主語になる
- 第二実体 : 種・類の概念 --- 述語になる

の2つに分割している。
アリストテレスは、「イデア」こそが本質存在だと考えた師プラトンとは逆に、「個物」こそが第一の実体だと考えた。
こうして実体概念はまず2つに大きく分割された。

### 『形而上学』
アリストテレスの『形而上学』中のΖ（第7巻）では、アリストテレスの実体観がより詳細に述べられている。
そこではアリストテレスは、第一実体としての「個物」は、「質料」（基体）と「形相」（本質）の「結合体」であり、また真の実体は「形相」（本質）であると述べている。
- 第一実体 : 「個物」（結合体） --- 主語になる
  - 「質料」（基体）
  - 「形相」（本質）
- 第二実体 : 種・類の概念 --- 普遍 --- 述語になる

また、用語集である第五巻（Δ巻）第8章においては、この「ウーシア」（希: οὐσία, ousia）（実体）という語は、
1. 単純物体。土、火、水のような物体や、それによる構成物、及びその部分。述語（属性）にはならず、主語（基体）となるもの。
2. 1のような諸実体に内在している、そのように存在している原因となるもの。例えば、生物における霊魂。
3. 1のような諸実体の中に部分として内在し、それぞれの個別性を限定・指示するもの。これが無くなれば、全体も無くなるに至るような部分。例えば、物体における面、面における線、あるいは全存在における数など。
4. そのものの本質が何であるかの定義を言い表す説明方式（ロゴス）それ自体。

といった列挙の後、
1. （上記の1より）他の主語（基体）の述語（属性）にはならない、窮極（究極）の基体（個物）。
2. （上記の2・3・4より）指示されうる存在であり、離れて存在しうるもの。型式（モルフェー）、形相（エイドス）。

の2つの意味を持つ語として、定義されている。
このように、「ウーシア」（希: οὐσία, ousia）（実体）という語は、今日における
- 「物理的実体」「物質」（physical substance）
- 「化学的実体」「化学物質」（chemical substance）

それも「究極基体的な物質」（今日の水準で言えばちょうど「素粒子」（elementary particle）に相当する）を含む、「実質」（substance）という意味から、それをそれたらしめていると、人間が認識・了解できる限りでの側面を強調した（観念的・概念的・言語的な面も含む）「本質」（essence）という意味までを孕んだ、多義的な語であった。

## 後世の継承

### ギリシア・ラテン語圏
「ウーシア」はアリストテレス以降、ペリパトス派・アカデメイア派・ストア派・エピクロス派・新プラトン主義者など様々な立場で使われた。その際にはしばしば「ヒュポスタシス」などの類義語と絡めて使われた。
特に4世紀には、カイサリアのバシレイオスらギリシア教父・神学者たちによって、「ウーシア」と「ヒュポスタシス」をめぐる議論が展開され、325年のニカイア信条の三位一体論では両語が鍵語として使われた（ホモウシオス）。しかしながら、「ウーシア」と「ヒュポスタシス」の具体的な区別は4世紀後半まで不明瞭なままだった。ラテン教父のアウグスティヌスも、著書『三位一体論』で、ギリシア人が「ウーシア」と「ヒュポスタシス」をどう区別しているのかわからない、という困惑を述べている。
当時の「ウーシア」のラテン語訳は、同じような困惑を背景として「スブスタンティア」と「エッセンティア」の両方が混在していた。前者は上記の「ヒュポスタシス」の直訳に由来し、後者は上記の「エイナイ」にあたるラテン語「エッセ」（esse）に由来する。その中で、6世紀のボエティウスは『範疇論』のラテン語訳において「スブスタンティア」を採用した。このボエティウスの「スブスタンティア」が、以降のラテン語圏において定訳になった。そこから巡り巡って、明治以降の日本では、英: substanceの訳語として考案された「実体」が、「ウーシア」の定訳とみなされるようになった。

### イスラーム思想
アラビア語を共通の学術言語とした中世イスラーム圏の哲学者は、ウーシアに ザート（d͟hāt）というアラビア語の単語を訳語として与えた。哲学的用語ではなく一般的に用いられる場合、ザートは、「もの」thing や「存在」being を意味する守備範囲の広い単語である。ザートに近い用語としてマーヒーヤ（māhiyya）という語もあり、これはアリストテレスのいう "τὸ τί ἦν εἶναι" に対応する。
中世イスラーム世界の哲学書において「ザート」の語が用いられている箇所は、「実在」の意味にとれるところと「本質」の意味にとれるところがある。イスラーム思想は、ウーシアに2つの別々のラテン語の単語を使って訳し分けたヨーロッパ・キリスト教圏の思想とは、この点が異なる。実在と本質を区別しないイスラーム思想においては、ザート（＝ウーシア）の用語が、その曖昧さゆえに、アッラーとその属性をどのように考えるのかという哲学的神学的問題に結びついた。
イスラーム思想においては、ザート（＝ウーシア）がさらに、他に先立って本質的な（d͟hātī）部分とそうでない部分とに区別され、時系列的順序が問題にされた。通常は、単一の形相因が他の部分のどれよりも本質的でありかつ時系列的にも先であり、これに遅れるが本質的ではある諸々の形相因が考えられ、上記単一の形相因がアッラーと世界との関係であるとされた。聖典の中でアッラーはただ「在れ！ kun」と命じるだけですべてを在らしめるとされ、イスラーム教徒はアッラーを一切万有の創造主であると考えるためである。
9世紀ごろ、アッラーに、実在することを除いてその他の属性のすべてを否定した者たちが現れたが、厳格な一神教の立場からその結論に至ったのがムゥタズィラ派であり、すべてのみなもとになっている一者を理性により探求した結果その結論に至ったのが新プラトン主義の哲学者たちである。11世紀のイブン・スィーナーは、アリストテレス、ファーラービー、プロティノスの哲学的研究から独自の存在論を確立した。イブン・スィーナーによると、人間の思惟により確実にわかることは、存在しているということであり、そのことは認識手段によりわかるという。イブン・スィーナーはその認識手段として直観と人間の霊魂の働きを重視した。このようにイブン・スィーナーが、デカルト的存在論を認識論と併せて論じ、ザート（＝ウーシア）をアプリオリな（経験に先立つ知識としての）認識対象としたことにより、以後のイスラーム思想においては存在論と認識論が統一的にとらえられ、哲学が、神認識を目指す神秘思想（スーフィズム）と接近した。

### 近代哲学
「実体」を巡る議論は、「物質」（physical substance, chemical substance）一般としての「実体」考察が、自然科学として発達し、哲学から自立・独立・分離していく一方で、（観念的・言語的な領野における）「本質」「本質存在」（essence）概念は、専ら個別具体的に存在している人間としての「実存」「現実存在」（existence）と、対置されるようになっていった。
これは特に、ヘーゲル思想に孕まれる「本質主義」（essentialism）に対して、「実存」「現実存在」（existence）としての個別具体的な人間の優位を掲げるキルケゴールやマルティン・ハイデッガー等の「実存主義」（existentialism）によって、顕著になる。
他方では、その「本質」「本質存在」（essence）認識の、社会性や言語や無意識などの「構造」（structure）（としての「関係性」（relations））による拘束を強調する議論も活性化していき、人類学、社会学、言語学、心理学にも渡る、構造主義・ポスト構造主義・ポストモダニズム（としての関係主義）の潮流を生み出した。